# Сијудад Николас Ромеро
Сијудад Николас Ромеро (шп. Ciudad Nicolás Romero) је град у Мексику у савезној држави Мексико. Према процени из 2005. у граду је живело 242.798 становника.

## Становништво
Према процени из 2005. у граду је живело 242.798 становника.
| 1990.   | 1995.   | 2000.   | 2005.   |
| ------- | ------- | ------- | ------- |
| 146.342 | 192.534 | 216.192 | 242.798 |